# 세인트마이클구

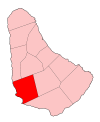
세인트마이클구의 위치

세인트마이클구(영어: Saint Michael)는 바베이도스 남서부에 위치한 구로 행정 중심지는 바베이도스의 수도인 브리지타운이며 면적은 39km2, 인구는 88,529명(2010년 기준)이다. 남쪽으로는 크라이스트처치구, 동쪽으로는 세인트조지구, 북서쪽으로는 세인트제임스구, 북동쪽으로는 세인트토머스구와 접한다.